# Aristida kunthiana
Aristida kunthiana är en gräsart som beskrevs av Carl Bernhard von Trinius och Franz Josef Ivanovich Ruprecht. Aristida kunthiana ingår i släktet Aristida och familjen gräs.
Artens utbredningsområde är Senegal. Inga underarter finns listade i Catalogue of Life.